# São Joaquim da Barra
São Joaquim da Barra là một đô thị ở bang São Paulo của Brasil. Đô thị này có vị trí địa lý vĩ độ 20º34'53" độ vĩ nam và kinh đô là 47º51'17" độ kinh tây, trên độ cao 625 mét. Dân số năm 2004 là 44.472 người.